# Thérèse Raquin (1953)
Thérèse Raquin é um filme de drama franco-italiano, dirigido por Marcel Carné e protagonizado por Simone Signoret e Raf Vallone. A história é baseada no livro homônimo escrito por Émile Zola.

## Elenco
- Simone Signoret - Thérèse Raquin
- Raf Vallone - Laurent LeClaire
- Jacques Duby - Camille Raquin
- Maria Pia Casilio
- Marcel André
- Martial Rèbe
- Paul Frankeur

## Sinopse
Thérèse casou-se muito cedo com o primo Camille, levando uma vida monótona e sem alegrias ao lado do marido egoísta e a tia autoritária. A chegada de Laurent, um belo italiano amigo de Camille, muda a vida de Thérèse quando os dois se apaixonam. Quando ela tenta fugir com Laurent, o marido tenta impedi-la e a força tomar medidas extremas.